# Алекперов Вагіт Юсуфович
Вагіт Юсуфович Алекперов (рос. Вагит Юсуфович Алекперов) — російський підприємець і управлінець, президент і співвласник нафтової компанії Лукойл.
Володіючи особистим статком 14,5 млрд доларів, в 2017 році зайняв 6-е місце в списку 200 найбагатших бізнесменів Росії за версією журналу Forbes.